# 交互概述圖
交互概要图（Interaction Overview Diagram），是統一塑模語言（UML）的一種圖示，係在活动图的基础上，使用「交互框」作为元素，替代活动图中的「活动」。交互框间以「控制流」连接。交互概述图常用来描述用例的正常流与替代流之间的关系，作为内部协作图。

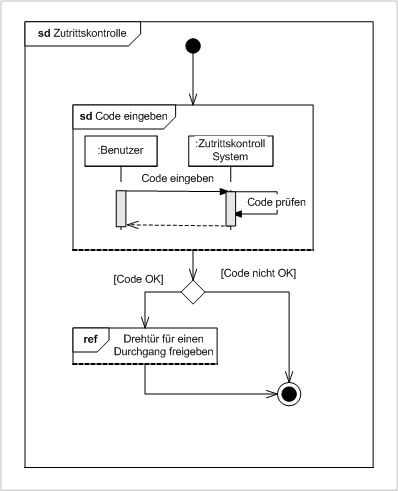
交互概要图